# Sassello
Sassello là một đô thị ở tỉnh Savona ở vùng Liguria của Ý, có khoảng cách khoảng 35 km về phía tây của Genoa và khoảng 20 km về phía bắc của Savona.
Sassello giáp các đô thị: Arenzano, Cogoleto, Genoa, Mioglia, Pareto, Pontinvrea, Ponzone, Stella, Tiglieto, Urbe, và Varazze.